# Panagra
Pan American-Grace Airways, también conocida como Panagra, y denominada "La aerolínea más amigable del mundo" fue una aerolínea formada como una empresa conjunta entre Pan American World Airways y Grace Shipping Company. El 13 de septiembre de 1928, un pequeño avión Fairchild P-1 de un solo motor voló desde Lima a Talara lo que marcó no solo el comienzo de Pan American Grace Airways, sino también la inauguración del transporte aéreo programado a lo largo de la costa oeste de América del Sur.  
Desde este breve vuelo en 1928 hasta los vuelos sin escalas desde Nueva York a Sudamérica con los Douglas DC-8 en 1966, Panagra se convirtió en el abanderado del transporte entre la costa este de EE. UU. y la costa oeste de Sudamérica durante 39 años.  
Finalmente, Pan American Grace Airwaysse fusionó con Braniff International Airways en 1967, y la aerolínea combinada se convirtió en la aerolínea estadounidense más grande que operó en América del Sur hasta esa fecha.  

## Fundación de Panagra
En junio de 1928, Pan American Airways Corporation, originalmente conocida como Aviation Corporation of the Americas, se formó con el objetivo principal de obtener el capital necesario para permitir que su subsidiaria operativa, Pan American, licitara varios contratos de correo aéreo extranjero a América Latina. Estos contratos pronto serían anunciados por el director general de Correos de EE. UU. de conformidad con la Ley de Correo Aéreo Extranjero de 1928 y Pan American creía que, en última instancia, realizaría operaciones en virtud de cualquier contrato que pudiera adjudicarse.
Pan American tenía razón y durante mayo y julio de 1928, la nueva compañía obtuvo tres contratos de correo aéreo extranjero para el servicio a América Latina. Específicamente, Pan American se adjudicó el contrato de la Ruta de Correo Aéreo Extranjero (FAM) n.º 5 para el servicio entre Miami y Panamá en la Zona del Canal. Curiosamente, Pan American ya había decidido estratégicamente que si recibía FAM 5, solicitaría servicios de extensión más allá de la Zona del Canal hacia ya lo largo de la costa occidental de América del Sur. La aerolínea con sede en Nueva York también había promulgado derechos de operación en Colombia, Panamá, Ecuador y Perú, y también había comprado aviones suficientes para operar el sistema de rutas.
Pan American celebró un acuerdo con W. R. Grace para operar operaciones aéreas en Perú, que se describió en dos cartas de intención de fecha 31 de agosto de 1928 y 7 de septiembre de 1928. Bajo este acuerdo, ambas compañías suscribieron 25.000 dólares de nuevo capital social en la nueva empresa, Panagra, que en conjunto estudiaría la posibilidad de operar servicios de transporte aéreo y correo entre la Zona del Canal y Valparaíso, Chile. Si AVCO determinara que sería beneficioso presentar una oferta en un contrato de correo para este tipo de servicio, entonces la contribución inicial de W. R. Grace se trataría como acciones en la nueva empresa, lo que le daría a W. R. Grace la opción de obtener una participación en la nueva empresa y no exceder el 50% de su capitalización.
Además, el acuerdo establecía que Pan American tendría plena responsabilidad por la operación de los servicios de transporte aéreo, mientras que las operaciones de W. R. Grace en las ciudades a lo largo de la nueva ruta propuesta actuarían como agentes de la nueva compañía, que se incorporó como Peruvian Airways Corporation. En septiembre de 1928, ambas empresas aportaron dólares en capital a Peruvian Airways, formando una sociedad 50/50. El 31 de enero de 1929, el director general de Correos de EE. UU. emitió la necesidad de un contrato para la Ruta de Correo Aéreo Extranjero n.º 9, que se extendería desde Panamá y se extendería por la costa oeste de América del Sur hasta Santiago, Chile, con la opción de que el director general de Correos ofrecen servicios de extensión desde Santiago a través del cinturón inferior de la Cordillera de los Andes hasta Buenos Aires, Argentina, y más allá hasta Montevideo, Uruguay.

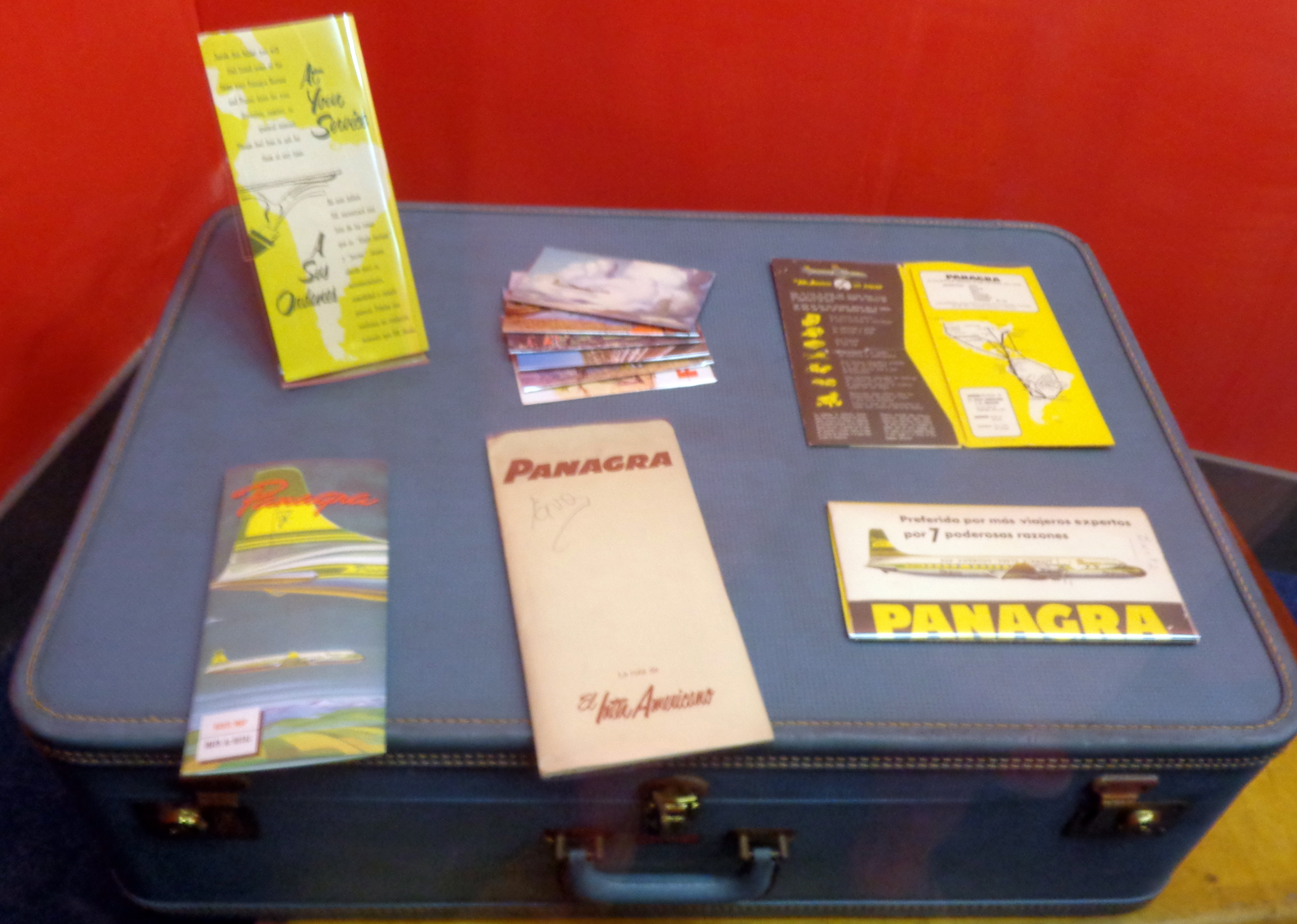
Folletos de Panagra.

El 21 de febrero de 1929, Pan American World Airways y W. R. Grace and Company anunciaron la formación de Pan American Grace Airways, Inc., para ofertar por el nuevo contrato de correo aéreo. La nueva empresa hizo una oferta por el contrato y ambos socios suscribieron 500.000 de dólares cada uno para la capitalización de la nueva empresa Pan American Grace, que también incluía los montos originales suscritos a la entidad operadora original, Peruvian Airways Corporation.

## Primeros servicios regulares

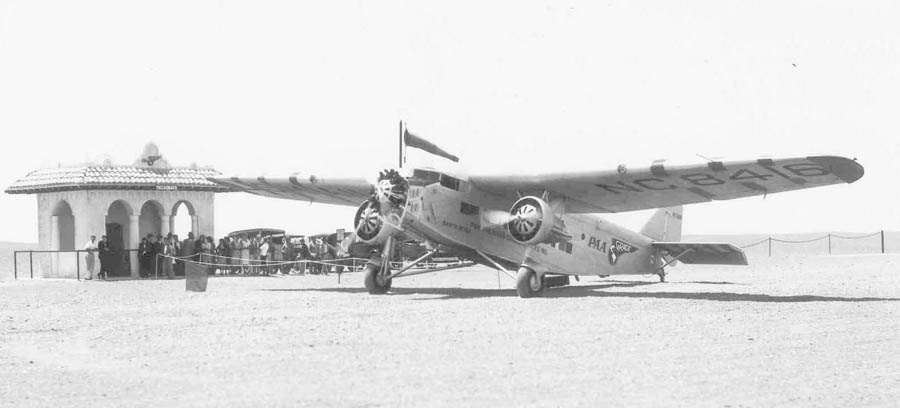
Ford Trimotor de Panagra (años treinta)

La nueva entidad operativa de Pan American y W. R. Grace, Peruvian Airways Corporation, compró su primer avión el 1 de agosto de 1928. El nuevo avión comercial, un monoplano Fairchild P-1, tenía una cabina para cuatro pasajeros y estaba propulsado por un motor Wright Whirlwind con un salida de 220 cv. Cinco semanas después, el 13 de septiembre de 1928, el nuevo Fairchild P-1 inauguró el primer vuelo comercial programado a lo largo de la costa oeste de América del Sur, con un vuelo sin escalas desde Lima, Perú, a Talara, Perú, transportando pasajeros y correo.
El pequeño Fairchild llevaba solo unas pocas cartas y una carga completa de cuatro pasajeros en el vuelo inaugural, que partió de una pista de carreras en Lima. Al llegar a Talara, el legendario avión aterrizó en un "aeropuerto" en Talara que era una cancha de fútbol. A pesar de estos inconvenientes, el primer vuelo de Pan American Grace Airways se completó con éxito y sin incidentes.

## Adjudicación del primer contrato de correo aéreo extranjero de Panagra
Armado con una nueva Ley de Correo Aéreo Extranjero del 2 de marzo de 1929, que modificó la Ley de 1928 al permitir que el director general de Correos de EE. UU. pudiese pagar a los transportistas aéreos por el transporte desde países extranjeros a los Estados Unidos además de la dirección de salida y el director general de Correos podría enmendar aún más los contratos de Correo Aéreo Extranjero emitidos a través de la Ley de 1928 con las mismas nuevas disposiciones. En la misma fecha, el director general de Correos otorgó a Pan American Grace el Contrato de Correo Aéreo Extranjero n.º 9.
Fue un hecho interesante que varios otros transportistas también habían ofertado por la nueva Ruta 9 y varios habían hecho ofertas más bajas que Panagra. Sin embargo, el director general de Correos señaló que era su discreción qué transportista se seleccionaba en última instancia. El director general de Correos afirmó que la experiencia de Pan American en la región la colocaba muy por delante de los otros postores y, por lo tanto, era el "postor responsable" más bajo que podía atender satisfactoriamente las necesidades del gobierno. El director general de Correos descubrió que Pan American había pasado dos años preparando la nueva ruta por la costa oeste de América del Sur y la operación exitosa del servicio de la compañía en el Caribe, así como la importancia de la infraestructura ya instalada a lo largo las rutas propuestas a lo largo de la costa oeste que W. R. Grace estaba en funcionamiento y en su lugar y, finalmente, las capacidades financieras de Pan American y W. R. Grace jugaron un papel importante adicional en la adjudicación.

## Inauguración de la ruta FAM 9
El 12 de julio de 1929, Pan American Grace inauguró su primer servicio sobre la Ruta 9 de FAM. Sin embargo, hasta finales de 1929, Pan American operó la ruta hasta el sur de Guayaquil, Ecuador, lo que incluyó el uso de aviones y personal de Panagra.

## Los primeros en cruzar los Andes

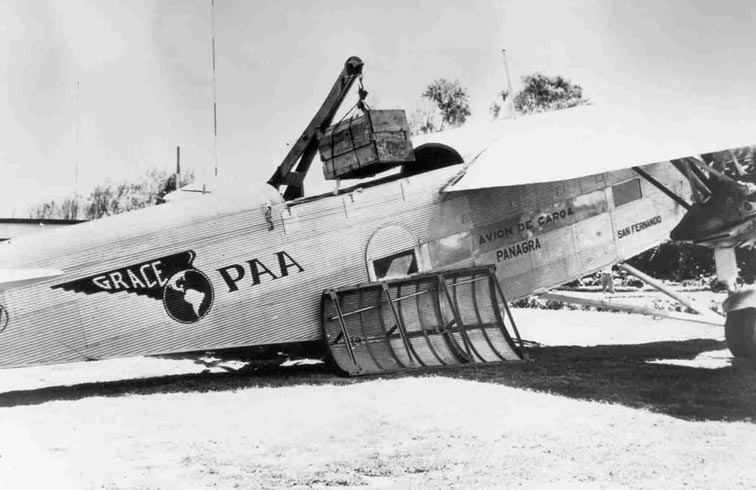
Ford Trimotor de Panagra

El 12 de octubre de 1929, sólo trece meses después de su primer vuelo histórico, Panagra inauguró un exitoso vuelo comercial a través de la Cordillera de los Andes. El avión de pasajeros Ford Trimotor de Pan American Grace partió de Buenos Aires y se dirigió hacia Santiago de Chile. El Ford voló sobre la pampa plana y luego aterrizó en Mendoza, donde repostó y se preparó para la siguiente etapa del viaje.
De regreso en el aire, el Trimotor cruzó la Cordillera de los Andes y luego atravesó el Paso Uspallata donde cruzó a una altura sin precedentes de 18.000 pies. Habiendo salido de la capital argentina ocho horas y media antes, la aeronave aterrizó finalmente en el Aeródromo Los Cerrillos de Santiago de Chile.

## La Carta Magna de la Aviación

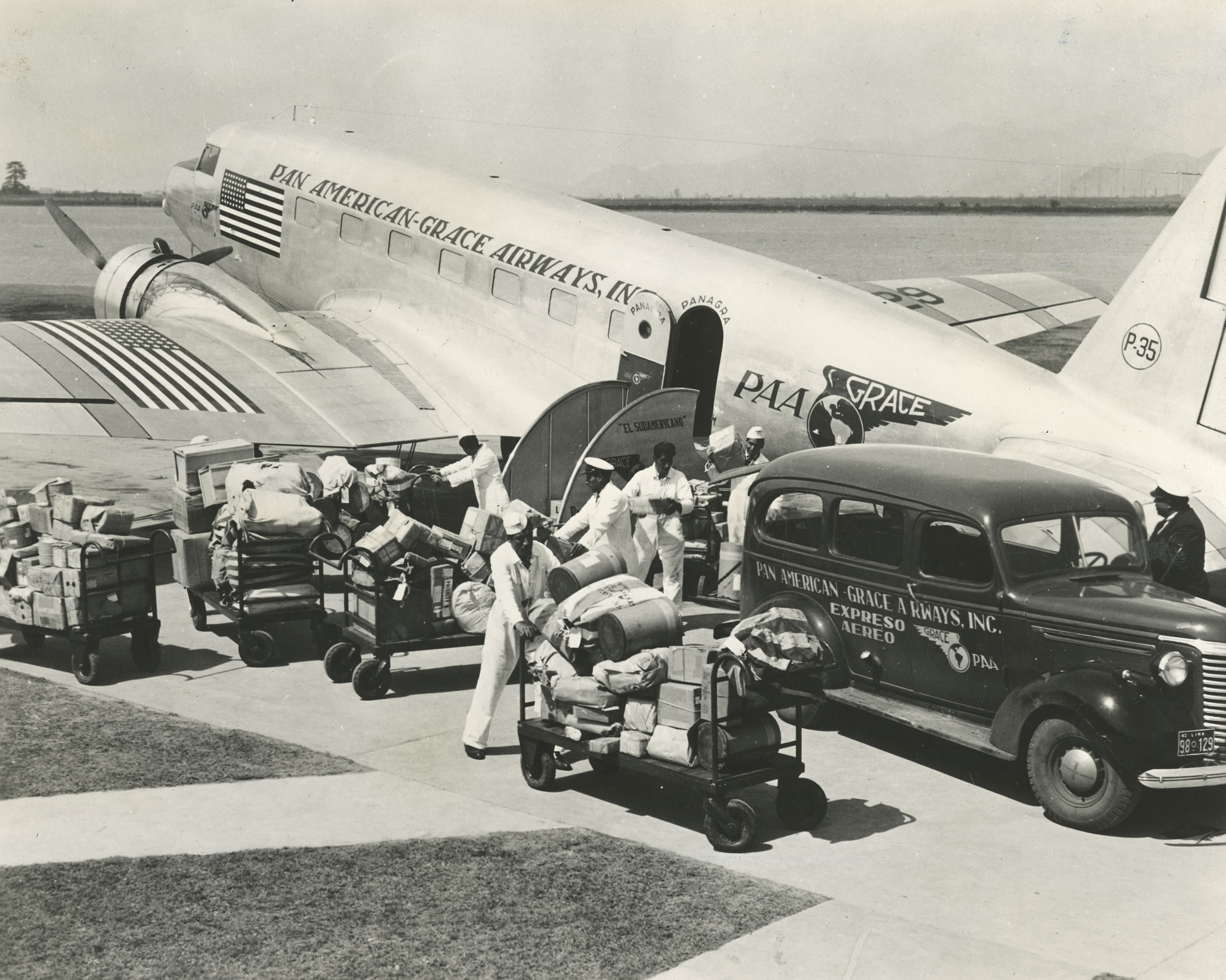
Douglas DC-2 de Panagra

El cofundador y presidente de Braniff International, Thomas Elmer Braniff, llamó a la Ley de Aeronáutica Civil de 1938, "la Carta Magna de la Aviación" porque revolucionó toda la industria en un todo cohesivo que dio protagonismo a las compañías aéreas en los Estados Unidos. La Ley, promulgada el 23 de junio de 1938, transfirió la responsabilidad de la aviación no militar de la Oficina de Comercio Aéreo a la recién creada Agencia de Aeronáutica Civil para supervisar la operación de todas las aerolíneas del país, incluso por razones económicas, así como necesidades y requisitos de seguridad. Ahora se requería que las aerolíneas obtuvieran un Certificado de Conveniencia y Necesidad Pública para demostrar que su servicio era viable para las necesidades de transporte aéreo de la nación.
Tras la promulgación de la Ley, se recomendó de inmediato que se emitiera este certificado a Pan American y Pan American Grace Airways. Ambos transportistas ahora operaban un "círculo" de servicio en toda América del Sur y su viabilidad era más crucial que nunca. Pan American señaló que los servicios de los dos operadores estaban destinados a ser complementarios en lugar de competitivos y en casi todos los casos lo eran. Específicamente, un gran porcentaje del tráfico de Pan American transportado desde la Zona del Canal a los Estados Unidos continentales fue el resultado del flujo de tráfico desde los destinos de Pan American Grace a lo largo de la costa oeste de América del Sur hasta la Zona del Canal y lo mismo para Pan American Grace de las operaciones hacia el sur de Pan American a la Zona del Canal.

## Volando de Estados Unidos a Buenos Aires en 1939
La red de Panagra se extendía desde Panamá y la Zona del Canal de Panamá controlada por Estados Unidos hasta Santiago de Chile y Buenos Aires. Fue fundada en 1929 para competir con SCADTA, una empresa de propiedad alemana, y mantuvo un cuasimonopolio sobre los viajes aéreos en partes de Colombia y América del Sur durante las décadas de 1940 y 1950.

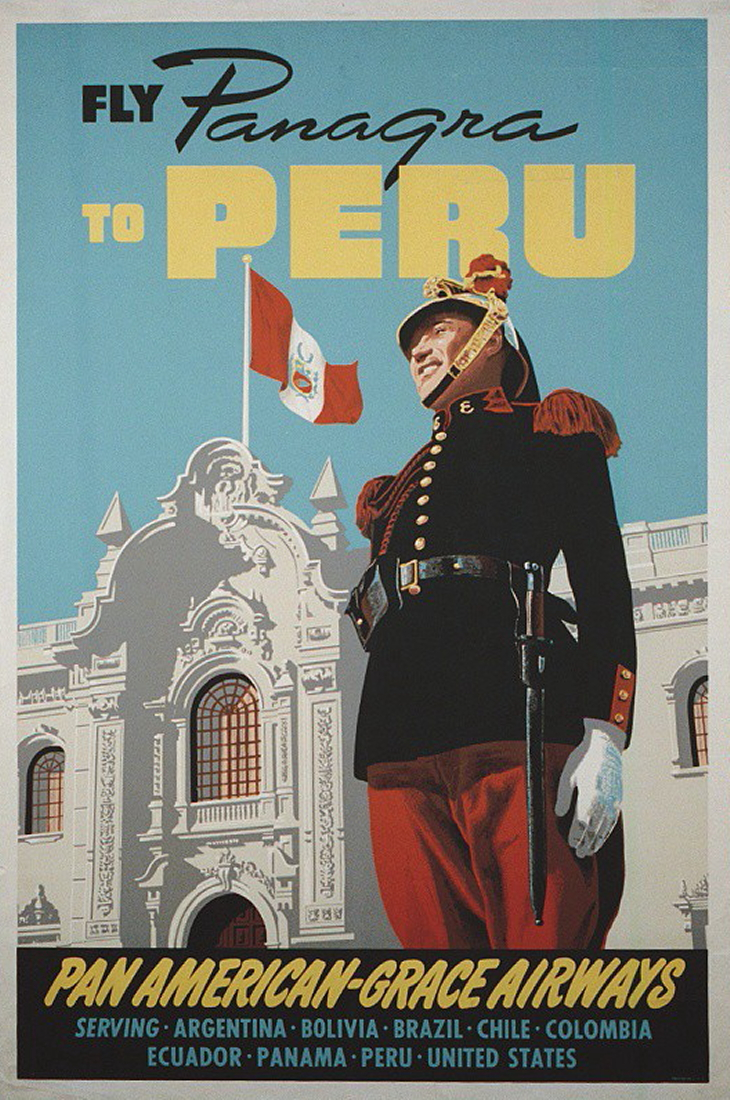
Cartel publicitario de PANAGRA

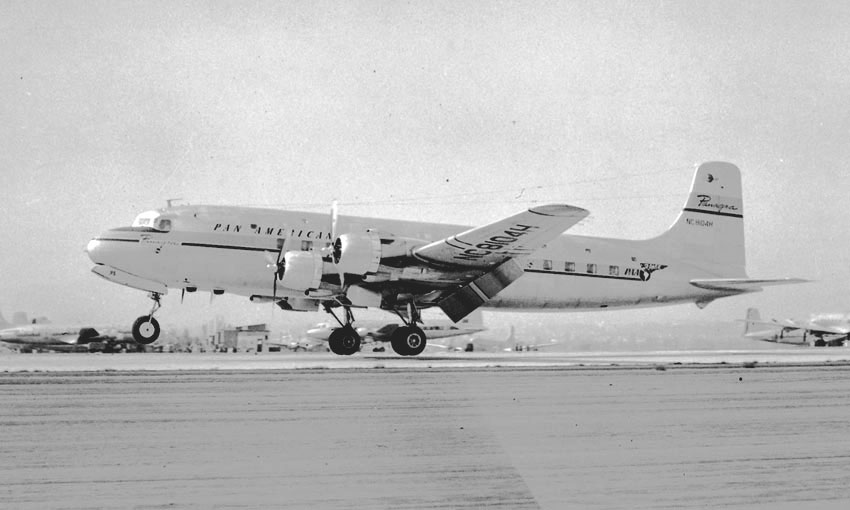
Douglas DC-6 (NC8104H) de Panagra aterrizando en Santa Mónica (1948)

En 1939, un pasajero que viajaba de los EE. UU. a Buenos Aires abordaría un hidroavión Sikorsky S-42  de Pan Am en Miami y volaría a Colón, Panamá, pasaría la noche y luego abordaría un Douglas DC-2 o DC-3 de Panagra para volar a Buenos Aires con paradas nocturnas en Guayaquil, Arica y Santiago de Chile. Esta ruta era un día que el servicio Pan Am operado a través de la costa de Brasil. La tarifa de ida de Miami a Buenos Aires era de 550$ (equivalentes a 11.974$ en 2023). Después de la Segunda Guerra Mundial, los aviones podían operar de noche sobre América del Sur y, en 1947, los Douglas DC-6 de Panagra realizaban vuelos programados desde Miami a Buenos Aires en 20 horas y 25 minutos.
Pan Am tripuló el DC-6 hacia el sur a través del Caribe hasta Albrook Field, cerca de Balboa, Panamá, donde las tripulaciones de vuelo de Panagra se hicieron cargo. En 1949, los vuelos de Panagra que servían a Panamá se trasladaron al aeropuerto de Tocumen. En 1955, los Douglas DC-6B y DC-7B de Panagra comenzaron a operar hacia Washington D. C. y la ciudad de Nueva York, y estos vuelos eran operados por tripulaciones de National Airlines desde Miami. En 1957, el servicio de los DC-7B de Panagra a través de Lima fue varias horas más rápido desde el Aeropuerto Idlewild de Nueva York (más tarde rebautizado como Aeropuerto JFK) a Buenos Aires que el servicio de DC-7B de Pan Am operado a través de Río de Janeiro.

## La fusión con Braniff International
Panagra había sido el principal competidor de Braniff a lo largo de la costa oeste de América del Sur desde que Braniff comenzó a brindar servicios a la región en junio de 1948. 

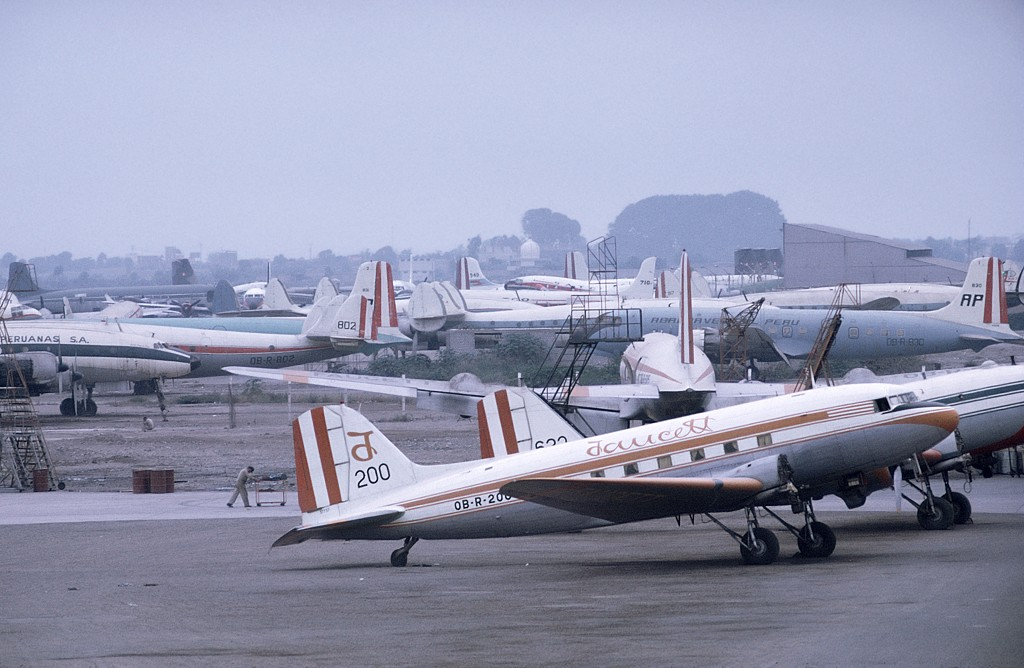
Douglas C-47 de Faucett en el Aeropuerto Internacional Jorge Chávez de Lima (1972)

Ya en 1953, la Junta de Aeronáutica Civil había recomendado que Pan Am se deshiciera de Panagra, debido a las décadas de control de Pan Am sobre los viajes aéreos en la región y entre EE. UU. y América Latina. Después de años de negociaciones fallidas entre las dos aerolíneas, finalmente, Braniff comprará la mitad de Panagra (las acciones de W. R. Grace) por 15 millones de dólares estadounidenses en 1964. En 1966 Braniff comprará el otro 50% de Panagra que pertenecía a Pan Am por otros 15 millones de dólares. En 1966 Braniff se hizo también con la participación de Panagra en la aerolínea peruana Faucett. 
Panagra realizaba vuelos desde los Estados Unidos hacia los países andinos de América del Sur, llegando hasta ciudades como Lima, Santiago de Chile, Buenos Aires, Guayaquil, Quito, Cali, Bogotá y Medellín. Fue fundada en 1928 a fin de competir con Faucett en el Perú y SCADTA, una empresa de capital alemán en Colombia y llegó a tener un cuasi-monopolio en el transporte aéreo en gran parte de América del Sur en las décadas de 1940 y 1950. Panagra se fusionó con Braniff International Airways en 1966. Braniff operó las rutas de Panagra a Sudamérica hasta 1982, fecha en que Eastern Air Lines adquirió la operación de las rutas en la región, por la quiebra de esta. Desde 1990, estas rutas son operadas por American Airlines.

## Después de la fusión

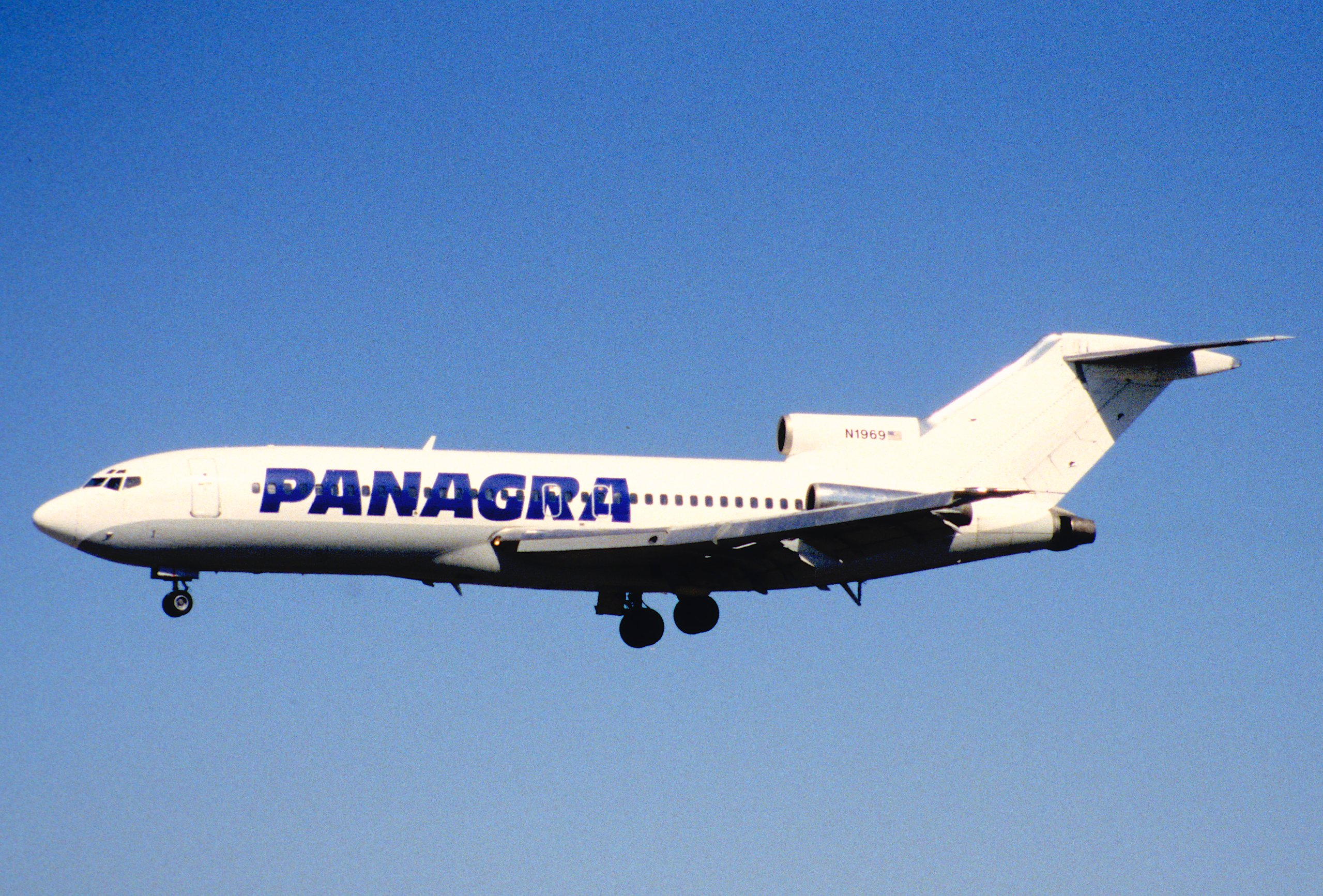
Boeing 727-200 (N1969) en el Aeropuerto Internacional de Fort Lauderdale-Hollywood (1998)

El nuevo servicio que resultó de la combinación de las dos aerolíneas, presentó los primeros vuelos directos desde San Francisco y Los Ángeles a Lima y La Paz y después otro vuelo los llevaba de Lima a Santiago que eliminó la necesidad de un cambio de aviones en la Ciudad de Panamá. También se inauguró por primera vez un nuevo servicio sin escalas entre Santiago de Chile y Miami. 
Antes de la fusión, muchos de los vuelos de Braniff y Panagra partían al mismo tiempo, pero ahora estarían igualmente espaciados para proporcionar horarios más fluidos y convenientes para los pasajeros de Braniff. También se utilizarían por primera vez cinco aeropuertos de EE. UU., que incluían Nueva York, Miami, Houston, Los Ángeles y San Francisco, lo que permitiría brindar servicio a América del Sur desde cada sección principal de EE. UU. continental.

## Antiguos destinos
| Países         | Destinos                | Aeropuertos                                                       |
| -------------- | ----------------------- | ----------------------------------------------------------------- |
| Argentina      | Buenos Aires            | Aeroparque Jorge Newbery                                          |
| Argentina      | Buenos Aires            | Aeropuerto Internacional Ministro Pistarini                       |
| Argentina      | Córdoba                 | Aeropuerto Internacional Ingeniero Aeronáutico Ambrosio Taravella |
| Argentina      | Jujuy                   | Aeropuerto Internacional Gobernador Horacio Guzmán                |
| Argentina      | Junín                   | Aeropuerto de Junín                                               |
| Argentina      | Mar del Plata           | Aeropuerto Internacional Astor Piazzolla                          |
| Argentina      | Mendoza                 | Aeropuerto Internacional Gobernador Francisco Gabrielli           |
| Argentina      | Morón                   | Aeropuerto de Morón                                               |
| Argentina      | Rufino                  | Aeródromo de Rufino                                               |
| Argentina      | Salta                   | Aeropuerto Internacional de Salta-Martín Miguel de Güemes         |
| Argentina      | Villa Mercedes          | Aeropuerto de Villa Reynolds                                      |
| Bolivia        | Cochabamba              | Aeropuerto Internacional Jorge Wilstermann                        |
| Bolivia        | Concepción              | Aeropuerto Concepción                                             |
| Bolivia        | La Paz                  | Aeropuerto Internacional El Alto                                  |
| Bolivia        | Oruro                   | Aeropuerto Juan Mendoza                                           |
| Bolivia        | Puerto Suárez           | Aeropuerto de Puerto Suárez                                       |
| Bolivia        | Roboré                  | Aeropuerto de Roboré                                              |
| Bolivia        | San Ignacio de Velasco  | Aeropuerto de San Ignacio de Velasco                              |
| Bolivia        | San José de Chiquitos   | Aeropuerto de San José de Chiquitos                               |
| Bolivia        | Santa Cruz de la Sierra | Aeropuerto El Trompillo                                           |
| Bolivia        | Uyuni                   | Aeropuerto Joya Andina                                            |
| Bolivia        | Villazón                | Aeropuerto de Villazón                                            |
| Brasil         | Campo Grande            | Aeropuerto Internacional de Campo Grande                          |
| Brasil         | Corumbá                 | Aeropuerto Internacional de Corumbá                               |
| Brasil         | Santa Mariana           | Aeropuerto Guaiacuruzinho                                         |
| Chile          | Antofagasta             | Aeropuerto Andrés Sabella                                         |
| Chile          | Arica                   | Aeropuerto Internacional Chacalluta                               |
| Chile          | Ovalle                  | Aeródromo El Tuquí                                                |
| Chile          | San Gregorio            | Aeródromo Bahía Posesión                                          |
| Chile          | Santiago de Chile       | Aeropuerto Internacional Arturo Merino Benítez                    |
| Chile          | Santiago de Chile       | Aeródromo Los Cerrillos                                           |
| Chile          | Valparaíso              | Aeropuerto Concón                                                 |
| Colombia       | Arauca                  | Aeropuerto Santiago Pérez Quiroz                                  |
| Colombia       | Barranquilla            | Aeropuerto Internacional Ernesto Cortissoz                        |
| Colombia       | Buenaventura            | Aeropuerto Gerardo Tovar López                                    |
| Colombia       | Cali                    | Aeropuerto Internacional Alfonso Bonilla Aragón                   |
| Colombia       | Ipiales                 | Aeropuerto San Luis                                               |
| Colombia       | Tumaco                  | Aeropuerto La Florida                                             |
| Ecuador        | Cuenca                  | Aeropuerto Mariscal Lamar                                         |
| Ecuador        | Esmeraldas              | Aeropuerto Coronel Carlos Concha Torres                           |
| Ecuador        | Guayaquil               | Aeropuerto Internacional José Joaquín de Olmedo                   |
| Ecuador        | Loja                    | Aeropuerto Ciudad de Catamayo                                     |
| Ecuador        | Manta                   | Aeropuerto Eloy Alfaro                                            |
| Ecuador        | Quito                   | Aeropuerto Internacional Mariscal Sucre                           |
| Ecuador        | Salinas                 | Aeropuerto General Ulpiano Páez                                   |
| Estados Unidos | Houston                 | Aeropuerto Intercontinental de Houston                            |
| Estados Unidos | Los Ángeles             | Aeropuerto Internacional de Los Ángeles                           |
| Estados Unidos | Miami                   | Aeropuerto Internacional de Miami                                 |
| Estados Unidos | Nueva York              | Aeropuerto Internacional John F. Kennedy                          |
| Estados Unidos | San Francisco           | Aeropuerto Internacional de San Francisco                         |
| Estados Unidos | Washington D. C.        | Aeropuerto Nacional Ronald Reagan                                 |
| Panamá         | Balboa                  | Aeropuerto Internacional Panamá Pacífico                          |
| Panamá         | Ciudad de Panamá        | Aeropuerto Internacional Marcos A. Gelabert                       |
| Panamá         | Ciudad de Panamá        | Aeropuerto Internacional de Tocumen                               |
| Panamá         | Colón                   | Aeropuerto Internacional Enrique Adolfo Jiménez                   |
| Perú           | Arequipa                | Aeropuerto Internacional Rodríguez Ballón                         |
| Perú           | Atico                   | Aeródromo de Caravelí                                             |
| Perú           | Camaná                  | Aeródromo de Camaná                                               |
| Perú           | Chiclayo                | Aeropuerto Internacional Capitán FAP José A. Quiñones             |
| Perú           | Cuzco                   | Aeropuerto Internacional Alejandro Velasco Astete                 |
| Perú           | Huancayo                | Aeropuerto Francisco Carlé                                        |
| Perú           | Ica                     | Aeropuerto Capitán FAP Renán Elías Olivera                        |
| Perú           | Lima                    | Aeropuerto Internacional Jorge Chávez                             |
| Perú           | Lima                    | Aeropuerto de Limatambo                                           |
| Perú           | Juliaca                 | Aeropuerto Internacional Inca Manco Cápac                         |
| Perú           | Mollendo                | Aeródromo de Mollendo                                             |
| Perú           | Moquegua                | Aeropuerto de Ilo                                                 |
| Perú           | Pimentel                | Aeropuerto Internacional Capitán FAP José A. Quiñones             |
| Perú           | Piura                   | Aeropuerto Internacional Capitán FAP Guillermo Concha Ibérico     |
| Perú           | Tacna                   | Aeropuerto Internacional Coronel FAP Carlos Ciriani Santa Rosa    |
| Perú           | Talara                  | Aeropuerto Internacional Capitán FAP Víctor Montes Arias          |
| Uruguay        | Montevideo              | Aeropuerto Internacional de Carrasco                              |

## Flota histórica
| Aeronaves         | Total | Introducido | Retirado | Matrículas |
| ----------------- | ----- | ----------- | -------- | --- |
| Douglas DC-2      | 7     | 1934        | 1947     | NC13729, NC14268 (re-reg. P-28), NC14270, NC14272, NC14273, NC14292 y P-32 |
| Douglas DC-3/C-47 | 20    | 1937        | 1960     | N15583, NC18118, NC18119, NC18936, NC18937, NC21718, P-42, NC14996, NC28380, NC33645, NC86564, NC54213, NC86565, NC28334, NC54311 (re-reg. N54311), NC15583, NC30091, NC30092, NC19364 y NC88937 |
| Douglas DC-4      | 3     | 1948        | 1959     | N88817, N88904 y N60115 |
| Douglas DC-6      | 11    | 1947        | 1962     | N90876, N90877, N90878, N8103H, N8104N, N6141C, N6526C, N6536C, N6537C, N6256C y N7822C |
| Douglas DC-7      | 6     | 1955        | 1967     | N51700, N51701, N51702, N51703, N51704 y N51244 |
| Douglas DC-8      | 5     | 1960        | 1967     | N8274H, N8275H, N8276H, N8277H y N1509U |
| Fairchild FC-2    | 6     | 1928        | 1932     | NC8023, P-1, P-2, P-3, P-4 y P-5 |
| Fairchild 71      | 1     | 1929        | ??       | P-6 |
| Ford Trimotor     | 7     | 1929        | 1937     | NC8418, NC403H, NC407H, NC8417, NC433H, NC402H y NC8416 |
| Lockheed Vega     | 2     | 1929        | 1935     | NC9424 y NC397H |
| Sikorsky S-38     | 10    | 1929        | 1935     | NC18V, NC19V, LV-OAB (re-reg. LV-AAM), P-17, NC300M, NC306N, NC144M, NC143M, NC141M y NC306N |
| Sikorsky S-43     | 2     | 1936        | 1941     | P-33 y N16928 |

## Accidentes e incidentes[9]
- El 3 de febrero de 1931, un Fairchild FC-2 (NC8023), operando un vuelo desde Buenos Aires, se estrelló frente a la costa de Buenos Aires en circunstancias desconocidas y se desconoce el destino de la tripulación y los pasajeros.
- El 3 de febrero de 1931, ese mismo día, otro Fairchild FC-2 (NC802), operando un vuelo de correo entre Arauca y Antofagasta, se estrelló contra el mar en Piedra de las Montijitas, a unos 11 km al norte de Caleta Buena en circunstancias desconocidas. Había una tripulación de dos pilotos y ocho bolsas de correo a bordo. No hubo heridos y seis de las ocho bolsas de correo fueron recuperadas junto con la aeronave, que luego fue estacionada en un muelle cercano.
- El 7 de febrero de 1931, un hidroavión Sikorsky S-38 (NC306N), con destino a Cristóbal, Zona del Canal de Panamá, se estrelló al amerizar en la Bahía de Limón en Colón, Panamá. No hubo heridos.
- El 21 de febrero de 1931, un Ford Trimotor (matrícula desconocida), fue secuestrado por rebeldes por diez días en el Aeropuerto Internacional Rodríguez Ballón de Arequipa, Perú.
- El 1 de abril de 1931, otro Ford Trimotor (NC8418 "San Cristóbal"), que cubría la ruta Santiago de Chile-Ovalle, se estrelló al aterrizar en el aeropuerto de Ovalle, pero se desconocen las circunstancias. Las siete personas a bordo sobrevivieron, pero la aeronave fue destruida.
- El 16 de julio de 1932, otro Ford Trimotor (NC403H "San José"), volando la ruta Santiago de Chile-Mendoza-Buenos Aires, estaba operando sobre la Cordillera de los Andes al este de Santiago cuando se encontró con una fuerte tormenta de nieve y se estrelló contra un terreno montañoso cerca del Cerro El Plomo. No hubo supervivientes. Inicialmente, la búsqueda no encontró el lugar del accidente y se canceló después de unos días. Sin embargo, veinte meses después, unos excursionistas encontraron el avión.
- El 11 de marzo de 1933, un Fairchild FC-2 (NC9723), volando cerca de Mendoza, se estrelló en circunstancias desconocidas. No hubo víctimas.
- El 22 de marzo de 1934, un Ford Trimotor (NC407H "San Rafael"), que partió de Lima, se estrelló poco después del despegue, saliéndose de la pista debido a un fallo en el motor. Los dos pilotos y un pasajero murieron, pero los otros doce pasajeros sobrevivieron.
- El 11 de junio de 1934, otro Ford Trimotor (NC8417 "San Pedro"), volando desde Mar del Plata a Buenos Aires, se perdió en la laguna Mar Chiquita durante una fuerte tormenta. Seis de las siete personas a bordo murieron, incluidos los tres miembros de la tripulación.
- El 8 de mayo de 1935, un Lockheed Vega (NC9424), se estrelló en Lima. Se desconocen las circunstancias del accidente.
- El 24 de diciembre de 1935, un Ford Trimotor (NC433H "San Felipe") se estrelló durante un vuelo de prueba al aproximarse al Aeropuerto de Limatambo, Lima.
- El 10 de octubre de 1936, un Douglas DC-2 (NC14273) se estrelló cerca de San José Pinula, haciendo la etapa San Salvador-Ciudad de Guatemala, cuando iba a ser entregado a Panagra.
- El 2 de agosto de 1937, un hidroavión Sikorsky S-43 (NC15065) que cubría la ruta Guayaquil-Cali-Tumaco-Cristóbal, se estrelló al amerizar en Cristóbal, zona del Canal de Panamá, al posarse sobre el agua a demasiada velocidad. Murieron sus 14 ocupantes.
- El 23 de agosto de 1937, un Douglas DC-2 (NC14298 "Santa Elena"), volando entre Mendoza a Córdoba, se estrelló y se quemó. El accidente ocurrió a 20 millas al norte de San Luis. A bordo iban los tres tripulantes y murieron en el accidente.
- El 19 de junio de 1938, otro Douglas DC-2 (NC14272 "Santa Lucía"), volando entre Santiago de Chile y Arica, se estrelló en la Cordillera de los Andes y las cuatro personas a bordo perdieron la vida. El avión no fue encontrado hasta febrero de 1941 por unos indios nativos.
- El 29 de noviembre de 1940, otro Douglas DC-2 (NC14292 "Santa Silvia"), que operaba la ruta Guayaquil-Salinas-Manta-Esmeraldas-Quito-Cali, se estrelló poco después de despegar del Antiguo Aeropuerto Internacional Mariscal Sucre. El avión quedó dañado, pero pudo repararse, y sus cinco ocupantes sobrevivieron.
- El 26 de junio de 1941, un hidroavión Sikorsky S-43 (NC16928), operando un vuelo de entrenamiento en el Aeropuerto Santos Dumont de Río de Janeiro, se estrelló en la Bahía de Guanabara después de que la aeronave entrara en contacto con el agua con el morro hacia abajo y luego volcase y se hundiese. El avión fue destruido, pero los cuatro tripulantes a bordo sobrevivieron.
- En 1942 (fecha desconocida), un Douglas DC-2 (NC14292 "Santa Silvia") que sufrió el accidente del 29 de noviembre de 1940, volando en la ruta Arequipa-Lima, se estrelló, pero las cinco personas a bordo sobrevivieron.
- El 22 de enero de 1943, un Douglas DC-3 (NC33645), volando la ruta Santiago de Chile-Arequipa-Lima, se estrelló contra una montaña cerca de Cháparra cincuenta minutos después de partir de Arequipa, en rumbo a Lima. La causa fue la continuación del vuelo en condiciones de instrumentos, lo que iba en contra de los procedimientos de la compañía. Hubo cuatro miembros de la tripulación que murieron en el accidente y 14 de los 15 pasajeros también perecieron.
- El 31 de julio de 1944, un Douglas DC-2 (NC14268 "Santa Ana") se estrelló en Arajuno, Ecuador en circunstancias desconocidas. Se desconoce el número de ocupantes o si alguno se perdió en el accidente.

- El 4 de enero de 1945, un Douglas DC-3 (NC19470), operando un vuelo no autorizado desde el Aeropuerto de Limatambo, dos mecánicos y dos desconocidos abordaron la aeronave y partieron de Lima. El vuelo se estrelló a cerca de Chorrillos, muriendo sus cuatro ocupantes.

- El 29 de octubre de 1962, un Douglas DC-7 (N51702), volando desde La Paz (Bolivia) a Miami, se estrelló al despegar del Aeropuerto Internacional El Alto. Los seis miembros de la tripulación y los 36 pasajeros sobrevivieron al incidente, pero la aeronave fue destruida.